# Narancsarcú asztrild
A narancsarcú asztrild (Estrilda melpoda) a madarak osztályának a verébalakúak (Passeriformes) rendjébe, ezen belül a díszpintyfélék (Estrildidae) családjába tartozó faj.

## Rendszerezése
A fajt Louis Pierre Vieillot francia ornitológus írta le 1817-ben, a Fringilla nembe Fringilla melpoda néven.

## Alfajai
- Estrilda melpoda melpoda (Vieillot, 1817)
- Estrilda melpoda tschadensis Grote, 1922[2]

## Előfordulása
Afrika nyugati és középső területein honos. Betelepítették továbbá a Bermuda szigetekre, az Északi-Mariana-szigetekre és Puerto Rico területére is.
Természetes élőhelyei a szubtrópusi vagy trópusi síkvidéki esőerdők, füves puszták, szavannák és cserjések, mocsarak környékén, valamint vidéki kertek. Állandó, nem vonuló faj.

## Megjelenése
Testhossza 10 centiméter.
|  |

## Életmódja
Fűmaggal és kisebb ízeltlábúakkal táplálkozik.

## Szaporodása
Fészekalja 3-6 tojásból áll, melyen 13 napig kotlik.

## Természetvédelmi helyzete
Az elterjedési területe rendkívül nagy, egyedszáma pedig stabil. A Természetvédelmi Világszövetség Vörös listáján nem fenyegetett fajként szerepel.